# Pokémon Yellow
Pokémon Yellow Version: Special Pikachu Edition (Japans: ポケットモンスターピカチュウ; Poketto Monsutā Pikachū, vertaling "Pocket Monsters Pikachu"), beter bekend als Pokémon Yellow Version, is een computerrollenspel ontwikkeld door Game Freak en uitgegeven door Nintendo voor de Game Boy. Het spel is een enigszins gewijzigde versie van de twee vorige games, Pokémon Red en Blue, en heeft Pikachu als mascotte. Het werd uitgebracht in Japan in 1998, in Noord-Amerika in 1999 en in Europa in 2000.
Het plot en de gameplay van Pokémon Yellow is grotendeels hetzelfde als in Red en Blue, hoewel zij beschikt over wijzigingen in het spel dat meer lijkt op de animatieserie. Net als Ash Ketchum in de anime, krijgen de spelers Pikachu als hun starter Pokémon. In tegenstelling tot andere Pokémon in het spel, loopt Pikachu achter de speler aan en toont emotie, en reageert wanneer de speler bepaalde gebouwen of kamers binnenkomt. Als de speler met Pikachu praat, zal Pikachu's gezicht verschijnen met de huidige stemming, variërend van boos, naar nieuwsgierig, tot barstend toe met liefde. Andere kleine gameplay veranderingen omvatten een andere selectie van Pokémon die te vangen zijn. Alle drie de Red en Blue starter Pokémon zijn beschikbaar, en de anime personages Jessie, James en Meowth komen voor in het spel. Sommige Pokémon die beschikbaar zijn in de Red en Blue versies zijn niet verkrijgbaar in Yellow, noodzakelijk voor de handel tussen de games.
In november 2015 kondigde Nintendo aan dat de originele Pokémon Red, Blue en Yellow (en Green exclusief voor Japan) uit zouden komen voor de Virtual Console op de Nintendo 3DS. De heruitgave vond 20 jaar na de oorspronkelijke uitgave, op 27 februari 2016, plaats. De spellen bevatten een paar nieuwe functies, waaronder draadloos vechten en ruilen met andere spelers. Dit kon voorheen alleen met de Nintendo Gameboy link cable.

## Ontvangst
Ondanks het feit dat Yellow een verbeterde variant van Pokémon Red en Blue is, bleek Yellow zeer populair. In Noord-Amerika was de game ontvangen met ongeveer 150.000 pre-orders en debuteerde tweede plaats in de verkoop en de eerste plaats een week later. Het was moeilijk te vinden tijdens de release en werd daarmee de snelst verkopende handheld game aller tijden; de standaard cartridge verkocht meer dan 600.000 exemplaren in zijn eerste week en meer dan een miljoen exemplaren in de eerste twee weken en blijft de best verkopende handheld game voor weken.
| Beoordeeld door                      | Jaar | Score |
| ------------------------------------ | ---- | ----- |
| Total! (Duitsland)                   | 2000 | 100%  |
| IGN                                  | 1999 | 100%  |
| Power Unlimited                      | 2000 | 90%   |
| VicioJuegos.com                      | 2007 | 90%   |
| Super Play                           | 2000 | 80%   |
| Jeuxvideo.com                        | 2000 | 80%   |
| RPGFan                               | 2001 | 73%   |
| Gamekult                             | 2000 | 70%   |
| Pocket Magazine / Pockett Videogames | 2000 | 60%   |
| Legendra                             | 2007 | 60%   |